# Underwood–Miller

Underwood—Miller Inc. — у минулому мале американське видавництво із Сан-Франциско, штату Каліфорнія, що спеціалізувалося на виданні наукової фантастики та фентезі. Засноване в 1976 році Тімом Андервудом, торговцем книгами і мистецькими цінностями із Сан-Франциско та Чаком Міллером, продавцем книг із Пенсильванії.
Андервуд і Міллер вирішили почати співпрацю з видання збірки оповідань Джека Венса 1950 року «Вмираюча Земля» у твердій оправі. У твердій оправі збірка ніколи раніше не виходила. Її намагались видати «Donald M. Grant, Publisher, Inc.» і «Mirage Press», але не змогли отримати авторські права. Андервуд був знайомий із Венсом і зміг отримати права безпосередньо від нього. У наступні роки «Underwood-Miller» видало кілька творів Венса у твердих палітурках, багато з яких були новими.
Згодом видавництво почало видавати твори й інших авторів, таких як Філіп К. Дік, Гарлан Еллісон, Роберт Сільверберг, Роджер Желязни, Пітер Страуб.
У 1994 році Андервуд і Міллер вирішили розірвати партнерство. Остання книга — перевидання «Вмираючої Землі».

## Нагороди
У 1994 році видавництво «Underwood-Miller» отримало спеціальну професійну нагороду в рамках «World Fantasy Award».